# Steevy Chong Hue
Steevy Chong Hue (ur. 26 stycznia 1990) – tahitański piłkarz grający na pozycji napastnika. Od 2011 roku jest zawodnikiem klubu FC Bleid.

## Kariera klubowa
Karierę piłkarską Chong Hue rozpoczął w klubie AS Samine. W 2009 roku zadebiutował w nim w pierwszej lidze Tahiti. W 2010 roku przeszedł do AS Dragon, a w 2011 roku został zawodnikiem belgijskiego FC Bleid.

## Kariera reprezentacyjna
W reprezentacji Tahiti Chong Hue zadebiutował w 2010 roku. W 2011 roku zagrał na Igrzyskach Pacyfiku 2011 i strzelił na nich 6 goli. W 2012 roku wystąpił z Tahiti w Pucharze Narodów Oceanii. Tahiti ten turniej wygrało po raz pierwszy w historii, a Chong Hue zdobył tam 2 bramki.